# Bernieulles
Bernieulles – miejscowość i gmina we Francji, w regionie Hauts-de-France, w departamencie Pas-de-Calais.
Według danych na rok 1990 gminę zamieszkiwało 201 osób, a gęstość zaludnienia wynosiła 35 osób/km² (wśród 1549 gmin regionu Nord-Pas-de-Calais Bernieulles plasuje się na 1013. miejscu pod względem liczby ludności, natomiast pod względem powierzchni na miejscu 617.).